# Fra Paolo da Pistoia
Fra Paolo da Pistoia fue un pintor italiano nacido y muerto en Pistoya (1490-1547)
Fue hijo y discípulo de Bernardino del Signoraccio y como él, entró en la orden de los Dominicos en la cual tuvo también por maestro a Fray Bartolomeo, después de cuya muerte acabó muchas pinturas por él comenzadas.

## Obras
Sus mejores obras son:
- Virgen con el niño rodeada de santos (1528), en la iglesia de San Pablo de Pistoya
- Crucifixión (1516), en la iglesia de Santo Espíritu en Siena
- Virgen con el niño rodeada de seis santos (1510) en el Belvedere de Viena